# Francisco Villota
Francisco Villota (Madrid, 18 november 1873 - Madrid, 7 januari 1950) was een Spaans pelotaspeler. 
Villota won samen met zijn landgenoot José de Amézola de gouden medaille in het dubbelspel bij het onderdeel pelota.

## Erelijst
- 1900 –  Olympische Spelen in Parijs dubbelspel